# Kościół Wniebowzięcia Najświętszej Maryi Panny w Gzach
Kościół Wniebowzięcia Najświętszej Maryi Panny – rzymskokatolicki kościół parafialny należący do parafii św. Walentego w Gzach, w dekanacie pułtuskim diecezji płockiej.
Obecna murowana świątynia została wzniesiona w latach 1872–1874 według projektu Jana Kwiatkowskiego. W tym czasie zostało zmienione wezwanie na Wniebowzięcia Najświętszej Maryi Panny, podczas gdy parafia zachowała
pierwotne wezwanie Zwiastowania Najświętszej Maryi Panny oraz świętych Michała Archanioła i Jakuba Starszego. Budowla została zbudowana w stylu neogotyckim i jest nieotynkowana. Dominującym elementem jest pe³ni czworokątna wieża frontowa, wtopiona w bryłę korpusu. Wnętrze kościoła jest jednonawowe, czteroprzęsłowe, przechodzi w zamknięte trójbocznie prezbiterium z przylegającą od strony północnej zakrystią. Wystrój powstał w latach 30. XX wieku. Malowidła ścienne zostały wykonane w 1935 roku przez Stefana Tymowskiego, część witraży (z lat 1938–1939) – wykonała warszawska firma Józefa Olszewskiego według projektu Henryka Boruckiego
(nowsze pochodzą z lat 1970–1982 i zostały zaprojektowane przez Halinę Cieślińską-Brzezicką). Ołtarze i ambona reprezentują styl neogotycki i pochodzą z końca XIX wieku W głównym jest umieszczony obraz Wniebowzięcia Najświętszej Maryi Panny (kopia Murilla); w lewym: obrazy Matki Boskiej Szkaplerznej oraz św. Jana Chrzciciela; w prawym: obrazy św. Walentego oraz św. Franciszka z Asyżu. Ambona jest ozdobiona rokokowa rzeźbioną grupą symboli Ewangelistów, powstałą pod koniec XVIII wieku. Również styl barokowy reprezentują obraz Naigrawanie z 2. połowy XVIII wieku oraz rzeźba anioła z 1. połowy XVIII wieku. We wnętrzu znajdują się liczne epitafia, przede wszystkim właścicieli dóbr Gzy oraz ich rodzin: Józefa Gościckiego (zmarłego w 1831 roku), Franciszki z Langowskich Gościckiej (zmarłej w 1879 roku), Ignacego Gościckiego (właściciela majątku Tarały, zmarłego w 1886 roku), Hipolita Zielińskiego (zmarłego w 1891 roku), Marii Makowskiej (zmarłej w 1891 roku), Matyldy Zielińskiej (zmarłej w 1896 roku), Franciszki z Gościckich Gościckiej (zmarłej w 1913 roku).